# Lysiosquillina lisa
Lysiosquillina lisa is een bidsprinkhaankreeftensoort uit de familie van de Lysiosquillidae. De wetenschappelijke naam van de soort is voor het eerst geldig gepubliceerd in 2001 door Ahyong & Randall.